# Základní škola svaté Zdislavy (Kopřivnice)
Základní škola svaté Zdislavy se nachází ve východomoravském městě Kopřivnice, v jejím centru, na adrese Štefánikova 117/29. Zřizovatelem školy je Biskupství ostravsko-opavské v Ostravě.

## Historie
Škola byla založena v dubnu 1993 z iniciativy rodičů a nadšenců, kteří věřili ve smysl vzdělávání a výchovy v duchu křesťanských hodnot. Škola sídlí v budově v centru města, jejím majitelem je od roku 2016 ostravsko-opavské biskupství.

## Studium
Žáci jsou vzděláváni podle školního vzdělávacího programu „Cesta do života“. Kromě tradičních vyučovacích předmětů se žáci prvního stupně seznamují s hrou na flétnu, od první třídy se učí anglicky. Na druhém stupni je učivo rozšířeno o předměty, které si žáci vybírají podle svého zájmu. Ve výuce jsou využívány i alternativní prvky výuky např. formou projektů. 
Žáci školy se účastní prosociálních projektů (například Adopce na dálku nebo Tříkrálová sbírka.